# Arena Bucheon
Arena Bucheon – przeznaczona do koszykówki hala sportowa znajdująca się w mieście Bucheon, w Korei Południowej. W tej hali swoje mecze rozgrywa drużyna SK Bigs. Hala została oddana do użytku w roku 1997, może pomieścić 7 678 widzów.